# A sense of purpose
A Sense of Purpose es el noveno álbum de estudio de la banda sueca de melodic death metal In Flames. Este álbum fue lanzado el 4 de abril de 2008 en Europa a través de Nuclear Blast y en Norteamérica el 1 de abril vía Koch Records, producido por la banda, junto con Roberto Laghi y Daniel Bergstrand, quien ya había producido el álbum Reroute to Remain y había sido productor de Scarve, Darkane y Meshuggah. Se lanzó también una edición especial del álbum de tan solo 1500 copias.
El primer sencillo, "The Mirror's Truth" fue lanzado oficialmente el 7 de marzo de 2008. El álbum también recibió una etiqueta de Parental Advisory,. haciendo que este fuera el único álbum en obtener dicha etiqueta por el contenido lírico desde Lunar Strain. La canción "The Chosen Pessimist" es la más larga de todas las canciones de In Flames, con una duración de más de 8 minutos.
El 10 de abril, el álbum debutó en primer lugar en la Lista oficial de álbumes suecos, y en el lugar 28 en la lista de los Billboard 200. De acuerdo con  worldwidealbums.net, A Sense of Purpose ha vendido más de 295,000 copias en todo el mundo.
El diseño de la portada estuvo a cargo de Alex Pardee, quien ya había elaborado las ilustraciones de las portadas de álbumes de The Used y Aiden.

## Estilo musical
Si bien es muy notorio, el sonido de In Flames ha cambiado a través de los años, lo que ha causado que sea muy difícil catalogar el estilo musical de este álbum, y finalmente ha sido determinado por algunos medios como la combinación del death metal melódico con Heavy metal tradicional. Y también en otras aclaraciones, la canción "The Chosen Pessimist" ha sido calificada como Metal progresivo.

## Lista de canciones
Todas las canciones fueron escritas por Anders Fridén, Björn Gelotte y Jesper Strömblad
| N.º | Título                 | Duración |  |
| 1.  | «The Mirror's Truth»   | 3:02     |  |
| 2.  | «Disconnected»         | 3:37     |  |
| 3.  | «Sleepless Again»      | 4:12     |  |
| 4.  | «Alias»                | 4:53     |  |
| 5.  | «I'm the Highway»      | 3:46     |  |
| 6.  | «Delight and Angers»   | 3:41     |  |
| 7.  | «Move Through Me»      | 3:08     |  |
| 8.  | «The Chosen Pessimist» | 8:16     |  |
| 9.  | «Sober and Irrelevant» | 3:24     |  |
| 10. | «Condemned»            | 3:36     |  |
| 11. | «Drenched in Fear»     | 3:32     |  |
| 12. | «March to the Shore»   | 3:30     |  |

| Bonus tracks | |          |  |
| N.º          | Título                                                                                                   | Duración |  |
| 13.          | «Eraser» (bonus de la edición para Japón))                                                               | 3:22     |  |
| 14.          | «Tilt» (bonus de la edición para Japón))                                                                 | 3:49     |  |
| 15.          | «Abnegation» (Bonus track incluido en el disco recopilatorio de varios artistas Viva la Bands, Volume 2) | 3:43     |  |

## Nota
Las canciones que se incluyeron en la edición para Japón, también se incluyen en el sencillo "The Mirror's Truth".

## Alineación y personal[8]
- Anders Fridén – Voz
- Jesper Strömblad – Guitarra, voces adicionales
- Björn Gelotte – Guitarra, voces adicionales
- Peter Iwers – Bajo
- Daniel Svensson – Batería
- Grabado en los estudios "IF Studios", Gotemburgo, Suecia
- Producido por In Flames, Roberto Laghi y Daniel Bergstrand
- Mezclado por Toby Wright
- Asistencia por James Musshorn en "Skip Saylor Recordings", Los Ángeles, California
- Masterizado por Stephen Marcussen en "Marcussen Mastering Studios", Hollywood, California
- Grabación de la batería - Roberto Laghi
- Grabación de las voces - Daniel Bergstrand y Anders Fridén
- Grabación del bajo - Roberto Laghi
- Grabación de guitarras - Roberto Laghi, Björn Gelotte y Jesper Strömblad
- Ediciones adicionales en la batería - Arnold Linberg
- Programaciones y teclados - Örjan Örnkloo en Wasteland Studios
- Letras escritas por Anders Fridén, Björn Gelotte, Jesper Strömblad
- Dirigido por In Flames
- Todas las canciones publicadas por Kobalt Music
- Ilustraciones, dirección de arte y diseño por Alex Pardee en ZeroFriends